# Aerojet General X-8
El Aerojet General X-8 era un cohete sonda no guiado y estabilizado por aletas, diseñado para lanzar una carga útil de 68 kg a una altitud de 61 km. El X-8 fue posteriormente reutilizado en el cohete Aerobee.
El X-8 medía 6,2 m desde su base y 1,6 m de diámetro incluyendo las aletas. En sus pruebas, alcanzó la altitud máxima de 222 km y una velocidad seis veces superior a la del sonido. Se construyeron unos 900 Aerobees para recoger información sobre la radiación solar, los vientos a altas altitudes, la dinámica de cohetes, efectos biológicos y los campos magnéticos terrestres.
En su lanzamiento, el X-8 era impulsado por un cohete de combustible sólido de 80 kN durante 2,5 s. Tras el impulso inicial, era acelerado por un cohete de combustible sólido RTV-N10 de 12 kN hasta una duración de 40 s, dependiendo del apogeo deseado. El cohete caía a tierra en una trayectoria balística, y la carga útil regresaba en un paracaídas. Su primer lanzamiento se realizó el 24 de noviembre de 1947

### Desarrollos relacionados
- Aerobee
- Aerobee-Hi

### Secuencias de designación
- Secuencia X-_ (Aviones eXperimentales estadounidenses, 1948-presente): ← X-5 - X-6 - X-7 - X-8 - X-9 - X-10 - X-11 →
- Secuencia RTV-A-_ (Cohetes y misiles de la USAF, 1947-1951 (Vehículos de pruebas de cohetes)): RTV-A-1 - RTV-A-2 - RTV-A-3 - RTV-A-4 →

### Listas relacionadas
- Anexo:Aeronaves de la Fuerza Aérea de los Estados Unidos (históricas y actuales)